# Waddisch Platt
Waddisch Platt ist der niederfränkische Dialekt von Essen-Werden.
Zusammen mit dem Mölmsch Platt des Mülheimer Südens, dem Kettwägsch Platt (Essen-Kettwig) zählt das Waddische zu den bergischen Mundarten, einer Variante des Niederfränkischen. Das  Langenberger Platt (Velbert-Langenberg) gehört jedoch nicht zum Bergischen.
Die Dialekte, die nördlich von Werden gesprochen werden, wie etwa das Borbecksch Platt in Essen-Borbeck oder das Essensch Platt im Zentrum von Essen, gehören bereits zu den südwestfälischen Mundarten, einer Variante des Westfälischen. Als Sprachgrenze zum Westfälischen gilt die Einheitsplurallinie, der nördlichsten Linie des Rheinischen Fächers.
Eine neue Mundartanthologie niederfränkischer Varietäten an der unteren Ruhr („RuSaKeWe“) zeigt deren hohe Ähnlichkeit in den unmittelbar an der Ruhr gelegenen Ortschaften von Duisburg-Ruhrort (Ruhrsch Platt) über Mülheim-Saarn (Ssaansch Platt), Essen-Kettwig (Kettwägsch Platt) und Essen-Werden (Waddisch Platt).

## Sprachliche Merkmale
Das EI ist im Waddischen kein geschlossener Laut: Das I dominiert gegenüber dem E.
Beim O ist folgendes zu unterscheiden: Es gibt zwei Klangfarben. Bei der einen wird das O vorne im Mund ausgesprochen (helles O), bei der anderen wird das O aus der Kehle dunkel klingend, fast mit A gefärbt, ausgesprochen. Die zweite Variante kann durch ein Doppel-O gekennzeichnet sein. Zum Beispiel:
- Pote (Pfote) → helles O
- Poote (Tor) → dunkles O

- Strotto (Gurgel) → helles O
- Stroote (Straße) → dunkles O

## Vergleich
| Waddisch     | Mölmsch | Borbecksch             | Hochdeutsch     |
| ------------ | ------- | ---------------------- | --------------- |
| Mötsch       | Mutz    | Müsche                 | Mütze           |
| Päd          | Päd     | Päed                   | Pferd           |
| pleckebarwes |         | pläckebaasch           | barfuß          |
| Wäer         | Weer    | Wäe                    | Wetter          |
| Wechsken     |         | Hümmelken oder Hüppken | kleines Mädchen |